# QT DIG∞
QT DIG∞（キューティー・ディグ、略称QTD）は、福岡県に本社を置く日本のプロeスポーツチーム。2017年2月に発足。旧称は「Sengoku Gaming」（戦国ゲーミング）。

## 概要
2017年2月、鹿児島県の漁師であり、有限会社浜市水産（現HMI株式会社）の代表取締役であった岩元良祐によって、アマチュアeスポーツチーム「Extasy」（エクスタシー）が設立される。同年10月、Extasyはレインボーシックス シージの国内大会である「The Operation UBIDAY2017」のPC部門において優勝を果たし、設立から1年も立たずに日本一の座を獲得することとなった。
一方で2017年10月、以前よりレインボーシックスシージのプロチームとして活動していた「MPK」を母体として、League of Legends（LoL）部門を分離独立させた「S Gaming（仮称）」というチームの設立が発表された。11月上旬には、LoL部門以外にも、FPSやTPSのプロチームを有する大規模な組織となることが発表。同時に新たなチーム名が「Sengoku Gaming」となることが明かされた。
2017年12月、MSI COMPUTER JAPANがスポンサーにつく形で、プロチームとして「Sengoku Gaming」が創設。Extasyは同チームのR6S部門へと吸収され、2019年に同部門が活動休止となるまで「Sengoku Gaming Extasy」として活動していた。
2019年4月23日には法人化し、「株式会社戦国」が設立。同年12月には、九州電力グループの通信事業者である「QTnet」が株式を取得し、翌年1月1日に子会社化することを発表した。
2025年4月8日にチームのリブランディングを実施。チーム名称が「QT DIG∞」に変更にされ、ロゴマークも変更。さらに、ウェブサイトのデザインやリンク、各種SNSのIDも変更された。「DIG」とは「Digital Innovation Gaming」の略であり、また「掘る」を表す英単語の「dig」とも掛かっている。

## 沿革

### 2017年

#### Sengoku Gaming設立前
- 2月、岩元良祐によってアマチュアチーム「Extasy」が創設[2][3]。
- 10月9日、『Extasy』がレインボーシックス シージの国内大会である「The Operation UBIDAY2017」のPC部門で優勝[4][5]。
- 10月25日、レインボーシックスシージのプロチームである「MPK」から、League of Legends部門を分離独立した組織として、「S Gaming（仮称）」が発表[6]。
- 11月2日、「S Gaming（仮称）」の名称が、正式に「Sengoku Gaming」であると発表される[12]。
- 11月7日、League of Legendsのアマチュアチームとして「Sengoku Gaming Youth」のメンバーが発表される[13]。

#### Sengoku Gaming設立後
12月15日、プロチーム『Sengoku Gaming』が正式に創設。同時に『MSI COMPUTER JAPAN』とスポンサー契約を締結した。創設当時の部門は以下の通り。
- 『Sengoku Gaming Extasy』：PC版R6S部門[7]
- 『Sengoku Gaming MPK』：PS4版R6S部門
- 『Sengoku Gaming Legends』：LoL部門[14]
- 『Sengoku Gaming Survive』：PUBG部門[15]

### 2018年
- 2月21日、『レインボーシックスシージ（PS4）』部門である『Sengoku Gaming MPK』が解散[16]。
- 4月6日、『コカ・コーラ ボトラーズジャパン』とのスポンサー契約を締結[17]。
- 6月10日、福岡県筑紫野市にeスポーツネットカフェ「SG.LAN」を開店[18][19]。R6S部門の活動拠点にもなる。
- 9月19日、『株式会社ONE FOR ALL（むさし鍼灸整骨院）』とのスポンサー契約を締結[20]。

### 2019年
- 2月10日、グランツーリスモ部門設立。
- 4月23日、チームの運営会社である「株式会社戦国」が設立[11]。
- 5月27日、『QTnet』とのスポンサー契約を締結[21]。
- 6月3日、「SG.LAN」が閉店。同時に『コカ・コーラ ボトラーズジャパン』とのスポンサー契約が終了[22]。
- 6月4日、『サントリー』とのスポンサー契約を締結[23]。
- 6月13日、『レインボーシックスシージ』部門が活動休止[24]。
- 6月17日、『MSI』とのスポンサー契約が終了[25]。
- 11月1日、『アプライド』とのスポンサー契約を締結[26]。
- 12月18日、『QTnet』が運営会社である「戦国」の子会社化を発表（株式取得は翌年1月1日）[10]。これに伴い、拠点を福岡市へと移転。
- 12月27日、『MSY』とのスポンサー契約を締結[27]。

### 2020年
- 1月30日、『DouYu Japan』とのスポンサー契約を締結[28]。
- 2月1日、『関家具』『イオン九州』とのスポンサー契約を締結[29][30]。
- 4月1日、『木村情報技術』とのスポンサー契約を締結[31]。
- 9月4日、『お母さん株式会社』とのスポンサー契約を締結[32]。
- 10月15日、『伊藤忠テクノソリューションズ』とのスポンサー契約を締結[33]。
- 12月31日、PUBG部門が解散[34]。

### 2021年
- 1月4日、『エイム電子』『TAMAYA』『ニシム電子工業』とのスポンサー契約を締結[35]。
- 2月5日、『ASKプロジェクト』とのスポンサー契約を締結[36]。
- 2月28日、FORTNITE部門を新設[37][38]。
- 4月1日、『ジュニパーネットワークス』とのスポンサー契約を締結[39]。
- 4月26日、ワイルドリフト（英語版）部門が、同ゲームの国内大会である「WILD RIFT JAPAN CUP 2021」で優勝[40]。
- 7月1日、『古河電気工業』とのスポンサー契約を締結[41]。
- 7月7日、『木村情報技術』を引受先とした第三者割当増資を実施し、資本業務提携を実施[42]。
- 8月22日、天神ロフトビル8階にeスポーツ総合施設『esports Challenger's Park』（チャレンジャーズパーク）をオープン。略称は「チャレパ」[43]。
- 9月27日、『ロジクールG』とのスポンサー契約を締結[44]。
- 10月19日、『モトローラ・モビリティ・ジャパン』とのスポンサー契約を締結[45]。

### 2023年
- 1月26日、『TETRAPOT』とのスポンサー契約を締結[46][47][48]。
- 2月8日、『信友』とのスポンサー契約を締結[49]。
- 3月3日、『ベルシステム24』とのスポンサー契約を締結[50]。
- 3月17日、チームの新たな活動拠点『Sengoku Gaming BASE』を春にオープンすることを発表[51][52]。
- 9月1日、『クレディセゾン』とのスポンサー契約を締結[53][54]。
- 11月20日、「2023荒野CHAMPIONSHIP 2.0 時空の扉」で優勝[55][56]。
- 12月、FORTNITE部門を再び設立。LILY、LEO、STEAMY、pann、SV、habuが加入[57]。

### 2024年
- 1月4日、『日本電気 (NEC)』とのスポンサー契約を締結[58][59]。
- 4月22日、『住友電工』とのスポンサー契約を締結[60]。
- 6月1日、『クート』とのスポンサー契約を締結[61]。
- 6月10日、『スマブラ』部門を設立[62]。
- 9月7日、『Pokémon UNITE』部門を設立[63]。

### 2025年
- 4月8日、ブランド刷新に伴い、チーム名を『QT DIG∞』に改称[64]。 同日、『双日テックイノベーション』とのスポンサー契約を締結[65]。

## 現在活動している部門

### League of Legends部門
| プレイヤー名  | 役割       | 配信サイト | 加入日       | 備考 |  |
| ------------- | ---------- | ---------- | ------------ | ---- |  |
| Washidai      | プレイヤー | Twitch     | 2024年1月6日 |      |  |
| Van           | プレイヤー |            |              |      |  |
| DICE          | プレイヤー |            |              |      |  |
| Yuhi          | プレイヤー |            |              |      |  |
| Hetel         | プレイヤー |            |              |      |  |
| Yang          | プレイヤー | コーチ     |              |      |  |
| Yutorimoyashi |            | コーチ     |              |      |  |
| Paz           | Twitch     | コーチ     |              |      |  |

### VALORANT部門
| プレイヤー名 | 役割       | 配信サイト | 加入日         | 前所属チーム               | 備考 |  |
| ------------ | ---------- | ---------- | -------------- | -------------------------- | ---- |  |
| Misaya       | Player     | Twitch     | 2021年9月28日  |                            |      |  |
| nobita       | Player     | Twitch     | 2022年12月5日  |                            |      |  |
| Gwangboong   | Player     | Twitch     | 2023年9月1日   | New York Excelsior(OW部門) |      |  |
| kippei       | Player     | Twitch     | 2024年10月6日  |                            |      |  |
| Yuran        | Player     | Twitch     | 2024年11月1日  | ZETA DIVISION              |      |  |
|              |            |            |                |                            |      |  |
| mltdwn       | Head Coach |            | 2023年9月1日   | FENNEL                     |      |  |
| Relife       | Coach      |            | 2023年9月1日   | FENNEL                     |      |  |
| Norisen      | Coach      |            | 2024年11月11日 |                            |      |  |
|              |            |            |                |                            |      |  |

### FORTNITE部門
| プレイヤー名 | 役割       | 配信サイト | 加入日        | 備考   |
| ------------ | ---------- | ---------- | ------------- | ------ |
| LILY         | プレイヤー |            | 2023年12月4日 | [ 66 ] |
| LEO          | プレイヤー |            | 2023年12月4日 | [ 66 ] |
| STEAMY       | プレイヤー |            | 2023年12月4日 | [ 66 ] |
| pann         | プレイヤー |            | 2023年12月4日 | [ 66 ] |
| habu         | プレイヤー |            | 2023年12月4日 | [ 66 ] |
| SV           | プレイヤー |            | 2023年12月4日 | [ 66 ] |

### 荒野行動部門
| プレイヤー名 | 役割       | 配信サイト | 加入日 | 備考 |
| ------------ | ---------- | ---------- | ------ | ---- |
| しめじ       | プレイヤー |            |        |      |
| かぴばら     | プレイヤー |            |        |      |
| のえる       | プレイヤー |            |        |      |
| えと         | プレイヤー |            |        |      |
| なすび       | プレイヤー |            |        |      |

### Racing部門
| プレイヤー名     | 役割       | 配信サイト | 加入日 | 備考 |
| ---------------- | ---------- | ---------- | ------ | ---- |
| KANATA KAWAKAMI  | プレイヤー | YouTube    |        |      |
| HIROSHI OKUMOTO  | プレイヤー |            |        |      |
| SHUNSUKE IMAMURA | プレイヤー |            |        |      |
| SOUMA ISERI      | プレイヤー |            |        |      |
| KOBAYASHI RIKUTO | プレイヤー |            |        |      |

### eFootball部門
| プレイヤー名 | 役割       | 配信サイト | 加入日 | 備考 |
| ------------ | ---------- | ---------- | ------ | ---- |
| Ricky        | プレイヤー |            |        |      |

### Apex Legends部門
| プレイヤー名 | 役割       | 配信サイト | 加入日 | 備考 |
| ------------ | ---------- | ---------- | ------ | ---- |
| Pantashia    | プレイヤー |            |        |      |

### Pokémon UNITE部門
| プレイヤー名 | 役割       | 配信サイト | 加入日 | 備考 |
| ------------ | ---------- | ---------- | ------ | ---- |
| mame         | プレイヤー |            |        |      |
| Suix         | プレイヤー |            |        |      |
| chan me      | プレイヤー |            |        |      |
| びいん       | プレイヤー |            |        |      |
| kabikiller   | プレイヤー |            |        |      |

### STREAMER部門
所属ストリーマー
| プレイヤー名   | 役割         | 配信サイト      | 加入日         | 出典   |
| -------------- | ------------ | --------------- | -------------- | ------ |
| なぎさっち     | ストリーマー | Twitch・YouTube | 2022年8月19日  | [ 67 ] |
| Zerost         | ストリーマー | Twitch・YouTube | 2022年11月28日 | [ 68 ] |
| RayChil        | ストリーマー | Twitch・YouTube | 2023年7月1日   | [ 69 ] |
| 大御所にゅん子 | ストリーマー | Twitch・YouTube | 2024年3月2日   |        |
| 天ノ川ねる     | ストリーマー | Twitch・YouTube | 2024年3月2日   |        |

## 受賞歴
League of Legends Japan League ‐ マルチプレイヤーオンラインバトルアリーナ型のゲーム『League of Legends』大会
- 2020年春季:準優勝、夏季:3位
- 2022年春季:準優勝、夏季:準優勝
- 2023年春季:準優勝、夏季:3位
- 2024年夏季:3位

VALORANT Challengers Japan ‐ ファーストパーソン・シューティングゲーム『VALORANT』の大会。
- 2025 優勝[何の?][70]。

AUTOBACS JEGT GRAND PRIX（レーシングゲーム『グランツーリスモ』）
- AUTOBACS JEGT GRAND PRIX 2022 総合優勝[71][72]。
- AUTOBACS JEGT GRAND PRIX 2023 Series Supported by GRAN TURISMOで総合優勝[73]。
- AUTOBACS JEGT GRAND PRIX 2024でグランツーリスモ7をプレイし優勝[74][75]。

グランツーリスモ ワールドシリーズ
- 2024 GT World Series 2024 World Finals Manufacturers Cupにて、川上奏が優勝[76][77]。

e建機チャレンジ
- 第3回大会（2024年10月24日）、バックホーとクローラーダンプ（ダンプカーのタイヤの代わりに無限軌道を装備したもの）を遠隔で操作し、ミスがあればタイムロスする形で審査された。予選会で大会を通じて最速のタイムを記録したものの、準優勝となった[78][79]。